# بلیک ریتسون
بلیک ریتسون (انگلیسی: Blake Ritson؛ زادهٔ ۱۴ ژانویه ۱۹۷۸) یک هنرپیشه و کارگردان اهل بریتانیا است.
از فیلم‌ها یا برنامه‌های تلویزیونی که وی در آن نقش داشته‌است می‌توان به پلیدی‌های داوینچی، تیتوس و سرنا اشاره کرد.

## اوایل زندگی
بلیک در ۲۴ فبریه ۱۹۷۸ در لندن به دنیا آمد و تا قبل استفاده از بورسیه تحصیلی اش و رفتن به مدرسهٔ St paul's در غرب لندن، وی در مدرسه دلفین تا سال ۱۹۷۸ در شهر ردینگ تحصیل کرد.
سپس در کالج jesus در کمبریج حضور یافت و در رشتهٔ انگلیسی و قرون وسطی ایتالیا، در سال ۲۰۰۰ فارغ‌التحصیل شد.
در هنگام تحصیلش روی صحنه و استیج بازی می‌کرد؛ نقش پاول اتردج در White Chameleon در فلورانس و همچنین نقش اگوستوس در تئاتر بین‌المللی به کارگردانی ریچارد ایر و ترور نان برگرفته از کتاب تام استاپارد به نام Arcadia (سال ۱۹۹۶) حضد یافت.

## زندگی شخصی
ریتسون با بازیگری به نام هتی موراهن نامزد کرده‌است که با هم در دانشگاه کمبریج آشنا شده‌اند. آنها یک دختر به اسم آمیتی دارند که در آگوست سال ۲۰۱۶ متولد شده، ریتسون و خانواده اش در شمال لندن زندگی می‌کنند.
بلیک ریتسون برادری به نام دیلن ریتسون دارد که او نیز کارگردان و نویسنده است.

## پیشه
بیشتر شهرت ریتسون به دلیل نقش او به عنوان "ادوارد سوم" در مینی سریال تلویزیونی "دنیای بدون پایان" (World Without End) محصول سال ۲۰۱۲، و همچنین نقش وی به عنوان آقای الیوت در "سریال اما" (Emma) اقتباسی از BBC محصول سال ۲۰۰۹، و نقش وی به عنوان ادمونت برترام در "منسفیلد پارک" (Mansfield Park) اقتباسی از ITV محصول سال ۲۰۰۷، همچنین نقش وی به عنوان "گیلس ویکاری" در سریال "کلاه قرمز" ( Red Cap ) اقتباسی از BBC است.
او در "The League of Gentlemen" , "Go on Trail" بازی کرده‌است. وی همچنین تهیه‌کننده و بازیگر نقش "گلن ملبرگ" در "For Elsie" که برندهٔ اسکار فیلم کوتاه در سال ۲۰۱۱ نیز شد.
بلیک ریتسون نقش "کنت جیرلامو ریاریو" (Girolamo Riario) که رقیب "لئوناردو داوینچی" بود را در سریال "پلیدی‌های دا وینچی" (Da Vinci's Demons) به کارگردانی "دیوید اس. گویر" به تصویر کشید.
بلیک ریتسوت به همراه برادرش دالن نویسندگی و کارگردانی می‌کند، این دو برادر ابتدا کارگردانی فیلم کوتاه "Out of Time" را به عهده گرفتند که جیزه بیشترین مخاطب در سطح جهان را در اولین "جشنواره فیلم CON-CAN" کسب کرد و همچنین این فیلم کوتاه جایگاه دوم را در "Minimalen" و "جشنواره بین‌المللی فیلم برلین" کسب کرد.

## فیلم‌شناسی
| Year      | Film                                          | Role                    | Notes                                                  |
| --------- | --------------------------------------------- | ----------------------- | ------------------------------------------------------ |
| ۱۹۹۶      | Breaking the Code                             | Christopher Morcom      | TV                                                     |
| ۱۹۹۶      | Different for Girls                           | Young Prentice          |                                                        |
| ۱۹۹۷      | Knight School                                 | Sir Roger de Courcey    | TV (2 episodes)                                        |
| ۱۹۹۹      | Shooting the Past                             | Nick                    | TV                                                     |
| ۱۹۹۹      | Titus                                         | Mutius                  |                                                        |
| ۲۰۰۰      | The League of Gentlemen                       | Justin Smart            | TV (2 episodes)                                        |
| ۲۰۰۱      | London's Burning                              | Dermot                  | TV (2 episodes)                                        |
| ۲۰۰۱      | Me Without You                                | Tim                     |                                                        |
| ۲۰۰۱      | Urban Gothic                                  | Dave Matthews           | TV (1 episode: "The End")                              |
| ۲۰۰۱      | Red Cap                                       | Lt. Giles Vicary        | TV                                                     |
| ۲۰۰۲      | A Box                                         | Delivery Boy            | Short                                                  |
| ۲۰۰۲      | The Cicerones                                 | Guide 1 'Foreign'       | Short                                                  |
| ۲۰۰۲      | AKA                                           | Alexander Gryffoyn      |                                                        |
| ۲۰۰۳      | Adventure Inc.                                | Byron Haycroft          | TV (1 episode: "Angel of St. Edmunds")                 |
| ۲۰۰۳      | Red Cap                                       | Giles Vicary            | TV (12 episodes)                                       |
| ۲۰۰۴      | Dragon Quest VIII: Journey of the Cursed King | Angelo                  | Voice                                                  |
| ۲۰۰۵      | If...                                         | Ben Swales              | TV (1 episode: "If...We Stopped Giving Aid to Africa") |
| ۲۰۰۵      | Strauss: The Waltz King                       | Older Johann Strauss II | TV                                                     |
| ۲۰۰۵      | The Bill                                      | Gavin Murray            | TV (1 episode: "374")                                  |
| ۲۰۰۶      | The Romantics                                 | Percy Bysshe Shelley    | TV                                                     |
| ۲۰۰۶      | Casualty                                      | Daniel Tasker           | TV (1 episode: "Worlds Apart")                         |
| ۲۰۰۶      | The Inspector Lynley Mysteries                | Graham Marshall         | TV (1 episode: "Chinese Walls")                        |
| ۲۰۰۶      | Killzone: Liberation                          | Colonel Cobar           | Voice                                                  |
| ۲۰۰۶      | اندکی فراست                                   | D.C. Robert Presley     | TV (1 episode: "Endangered Species")                   |
| ۲۰۰۷      | Mansfield Park                                | Edmund Bertram          | TV                                                     |
| ۲۰۰۷      | The Commander: The Devil You Know             | John Littlewood         | TV                                                     |
| ۲۰۰۸      | محاکمه خدا                                    | آیدک                    | نمایشنامهٔ تلویزیونی                                    |
| ۲۰۰۸      | RocknRolla                                    | Johnny Sloane           |                                                        |
| ۲۰۰۹      | Love Hate                                     | Rob                     | Short                                                  |
| ۲۰۰۹      | اِما                                           | Mr. Elton               | TV (4 episodes)                                        |
| ۲۰۰۹      | Dead Man Running                              | Jarvis                  |                                                        |
| ۲۰۱۰–۲۰۱۲ | Upstairs Downstairs                           | The Duke of Kent        | TV (8 episodes)                                        |
| ۲۰۱۱      | The Crimson Petal and the White               | Bodley                  | TV (3 episodes)                                        |
| ۲۰۱۱      | El Shaddai: Ascension of the Metatron         | Enoch                   | Voice                                                  |
| ۲۰۱۱      | For Elsie                                     | Glenn                   | Short                                                  |
| ۲۰۱۲      | World Without End                             | King Edward III         | TV (8 episodes)                                        |
| ۲۰۱۳–۲۰۱۵ | Da Vinci's Demons                             | Girolamo Riario         | TV (16 episodes)                                       |
| ۲۰۱۵      | Bricks                                        | William                 | Short                                                  |
| ۲۰۱۶      | Indian Summers                                | Charlie Havistock       | TV (10 episodes)                                       |
| ۲۰۱۶      | Hooten & the Lady                             | Yannaras                | TV                                                     |
| ۲۰۱۸      | Krypton                                       | Brainiac                | TV                                                     |